# Barrage d'Ilısu
Le barrage d'Ilısu est l'un des barrages construits par le gouvernement turc sur le Tigre dans le cadre du projet d'Anatolie du Sud-Est. Avec une capacité de 1 200 MW et un coût dépassant les 2,65 milliards de dollars, c'est le plus grand barrage hydroélectrique du projet et le quatrième du pays. 

## Histoire
Envisagé depuis les années 1950, le projet ne se concrétise qu'à partir de 2006. Les travaux commencent réellement en 2008 avec une date d'ouverture alors prévue en 2016. À la suite d'une réaction de la communauté internationale au sujet du respect des droits humains et de l'environnement, des investisseurs européens se retirent du projet en 2009 et le Parlement européen demande à la Turquie de mettre un terme au projet en 2010,. 
Finalement achevé en 2018, le remplissage du réservoir est commencé en juillet 2019,. La centrale hydroélectrique a commencé à produire de l'énergie en mai 2020, et a atteint sa capacité nominale à la fin de la même année.
Il entre dans le cadre d'une politique de grands travaux permettant de stimuler l'économie de la région : au bout de trois mois d'activité, il aurait apporté 51 millions de dollars à l'économie du pays.

## Controverse
La construction du barrage a entraîné l'engloutissement de la ville troglodyte de Hasankeyf vieille de 12 000 ans  et le déplacement de 60 000 personnes. Certains monuments historiques ont été transportés sur un nouveau site et une nouvelle ville a été construite dans les hauteurs, mais ces mesures sont loin de faire l'unanimité parmi les habitants,.
Le projet, longtemps retardé, notamment après que des investisseurs européens (allemands, suisses et autrichiens) se sont retirés en critiquant le non-respect des normes environnementales, est néanmoins mené à son terme par le gouvernement turc. Les 22 barrages du projet d'Anatolie du Sud-Est permettent également à la Turquie de contrôler le débit des fleuves de Mésopotamie se déversant ensuite en Syrie et en Irak, et par exemple de faire pression sur les Kurdes dans le cadre de la crise de l'eau au Proche-Orient. La construction du barrage d'Ilısu a entre autres réduit l'alimentation en eau des marais de Mésopotamie, classés au patrimoine mondial de l'UNESCO. Des attaques armées ont été menées contre le projet par le Parti des travailleurs du Kurdistan (PKK).

## Sources
- Mayalen de Castelbajac et Recep Akar, « Turquie : le barrage de la discorde », sur Arte, 17 novembre 2018 (version du 29 janvier 2021 sur Internet Archive), ou sur Youtube
- Reportage de la RTS
- [PDF](en) Ilisu Engineering Group, « Ilisu Dam and HEPP Environmental Impact Assessment Report : Section 2 Project background and project description », avril 2001 (version du 24 novembre 2006 sur Internet Archive)
- (en) The Ilisu dam project
- (en) « The Ilisu Turkey Dam: Resettlement and Human Rights » (version du 11 mars 2007 sur Internet Archive)